# Beaumaris
Beaumaris (velšsky Biwmares) je město na ostrově Anglesey na severu Walesu ve Spojeném království. Ve městě se nachází středověký hrad.
V roce 2001 zde žilo 2 040 obyvatel.